# Паџетова болест дојке
Паџетова болест дојке (ПБД)  је промена на кожи брадавице, скоро увек повезана са основним раком дојке, јер  92% до 100% пацијената са Пеџетом болести дојке има основни рак дојке.  Ово стање је ретко обољење које чини 1 до 4% свих случајева рака дојке, док   
Само по себи, стање често делује доброћудно, јер је ограничено на површински изглед и понекад се занемарује, иако управо указује на рак дојке. Због тога особа са Пеџетовим болешћу дојке може имат и знаке и симптоме болести неколико месеци пре него што се постави коначна дијагноза.

## Епоним
Паџетова болест дојке је названа по британском хирургу и патологу Џејмсу Паџету (1814-1899) који је ова стање први описао 1874. године.

## Историја
Сер Џејмс Паџет је 1874. године идентификовао 15 пацијенткиња са хроничним лезијама брадавица, које су све касније развиле рак дојке. Ове лезије су описане као екцематозне улцеративне или везикуларне лезије са бистрим жућкастим ексудатом. У почетку су ове лезије сматране доброћудним (бенигним) по природи, али је касније откривено да ове епидермалне лезије, које се обично налазе преко брадавице и ареоле дојке, имају малигне ћелије. Ово стање је касније описано као Паџетова болест дојке (ПБД). Сличан процес болести идентификован је код женских и мушких спољашњих гениталија, и позната је као екстрамамарна Паџетова болест. Хистолошке карактеристике оба стања су исте, али је патогенеза различита.

## Епидемиологија
Пеџетова болест дојке се јавља код 1–3% свих примарних карцинома дојке. Између 93–100% случајева је повезано са основним раком дојке.
Пагетова болест дојке углавном погађа жене у 50-им и 60-им годинама живота, са широким распоном старости (од адолесценције до старијег доба). 
И код мушкарцима се такође може дијагностиковати Паџетова болест дојке, иако је то ретко. 

## Патофизиологија
Када се малигне ћелије  инфилтрирају у епидерм дојке преко епитела млечних канала, оне се  размножавају што доводи до задебљања захваћене коже.

## Клиничка слика
Паџетова болест дојке може утицати на брадавицу и ареолу дојке. Брадавица је обично прво захваћена, а потом се промени на кожи шире на ареолу. Уобичајено је да се симптоми постепено повећавају и постепено погоршавају. Симптоми обично погађају само једну дојку и могу укључити:
Кожа - први симптом је обично осип сличан екцему. Кожа брадавице и ареоле може бити црвена, прачена је сврабежом или пецкањем.  Након неког времена, кожа може постати љускава, перутава или задебљана. Многи пацијенти забог ових промена не посећују лекара јер сматрају да је Пеџетова болест дојке благи контактни дерматитис или екцем.
Исцедак из брадавице - који спонтано цири може бити жут или крвав. 
Промене на брадавици - најчешче су у виду увлачења. 
Промене у дојкама - могу бити у виду опипљивих квржица или масе.  Може доћи до појаве црвенила, цурења секрета и стварања красте, као и ране која не зараста.
Особа са Паџетовим болешћу дојке због нејсане клиничке слике болести често болују  и до неколико месеци пре него што се постави коначна дијагноза.

## Дијагноза
Дијагноза ПБД се поставља на основу:
- анамнезе
- физикалног прегледа,
- биопсије ткива дојке са имунохистохемијом и специјалним бојењем,
- испитивања квржице у дојци, ако је опипљива - нпр. мамографијом или магнетном резонантном томографијом.

## Диференцијална дијагноза
У диференцијалној дијагнози ПБД требало би разликовати од:
- кожних поремећаја- нпр. код екцем (када би увек прво требало размотрите Паџетову болест дојке).
- меланом брадавице,
- аденом брадавице.

## Терапија
Хируршко лечење Паџетове болести је контроверзно. Мастектомија са или без дисекције аксиларних лимфних чворова сматра се стандардном терапијом за Пеџетову болест, чак и у одсуству других клиничких знакова малигнитета. 
Национални институт за здравље и изврсност у нези (NICE) препоручује да се операција чувања дојке са уклањањем брадавично-ареоларног комплекса понуди као алтернатива мастектомији за особе са Паџетовом болешћу брадавице која је процењена као локализована.
Даљи третман рака дојке може укључивати радиотерапију и хемотерапију.

## Прогноза
Кашњење у јављању лекару или дијагнози је уобичајено, па се тако дијагноза поставља 12 месеци након појаве болести код жена и 8-9 месеци код мушкараца. Прогноза стога није тако добра као код чешћих облика рака дојке. Прогноза је посебно лоша код мушкарце, са 20%-30% петогодишњим преживљавањем.